# Beatrice Eichmann-Leutenegger
Beatrice Eichmann-Leutenegger (* 1945 in Schwyz) ist eine Schweizer Literaturkritikerin und Schriftstellerin.

## Leben und Wirken
Beatrice Eichmann-Leutenegger wuchs in Schwyz auf, zusammen mit ihrer Schwester Gertrud Leutenegger, die ebenfalls als Schriftstellerin tätig war. Sie hat eine Ausbildung zur Programmgestalterin beim Radio, sowie ein Studium in Germanistik und Kunstgeschichte in Bern und Zürich absolviert.
Als freischaffende Journalistin und Publizistin schreibt sie Literatur- und Theaterkritiken, unter anderem für die Tageszeitungen Neue Zürcher Zeitung (NZZ), Der Bund, Berner Zeitung und für das Pfarrblatt Bern.

## Auszeichnungen
- 1993: Gastpreis: Wettbewerb für Literatur – Beiträge an Kulturschaffende durch Kanton und Stadt Luzern[4]
- 2002: Journalistenpreis Bahnhof
- 2010: Herbert-Haag-Preis

## Werke

### Erzählungen, Romane, Biografien
- Gertrud Kolmar: Leben und Werk in Texten und Bildern. Jüdischer Verlag. Frankfurt am Main 1993, ISBN 978-3633540723
- Verabredungen mit Männern: Zwölf Erzählungen. Pendo Verlag. Zürich 1994, ISBN 978-3858422507
- Der Mann aus der Arktis: Fragmente einer Liebesgeschichte. Pendo Verlag. Zürich 1996, ISBN 978-3858423092
- Das Leben mein Traum. 13 Porträts aussergewöhnlicher Frauen. Klöpfer & Meyer Verlag. Tübingen 1999, ISBN 978-3931402495
- Flusswege: Erzählungen. Nagel & Kimche Verlag. Zürich 2000, ISBN 978-3312002627
- Mit Peter Schulz: Augen der Leidenschaft (Angela Rosengart und ihre Sammlung - Kultur in der Zentralschweiz). Maihof Verlag. Luzern 2002, ISBN 978-3952203361

### Journalistische Texte (Auswahl)
- Faszinierendes Feld der Wirklichkeit. In: Die Ostschweiz. 1983.
- Rudolf von Tavel – Klassiker der Mundartliteratur. In: Neue Zürcher Zeitung (NZZ). 1984.
- Im Traum, im Irrenhaus?. In: Neue Zürcher Zeitung (NZZ). 1989.
- Aufbrüche und Öffnungen prägen das Programm. In: Vaterland (heute Luzerner Zeitung). 1990.
- Dichterischer Dialog mit sich selbst. In: Der Bund. 1994.
- Aus dem Netz gefallen. In: Der Bund. 1995.
- «Im weglosen Land auf ein Glück zu...». In: Aargauer Zeitung. 1997.
- Losgerissen von dieser Erde. In: Neue Luzerner Zeitung. 1999.
- Streitreden in der Ohnmacht. In: Der Bund. 2001.
- Lebensmuster. In: Neue Zürcher Zeitung (NZZ). 2003.
- Schwyzer Kostbarkeiten. In: Neue Zürcher Zeitung (NZZ). 2007.
- Begräbnis des Bauernstandes? In: Der Bund. 2010.
- Sirenengesang der Macht. In: Neue Zürcher Zeitung (NZZ). 2013.
- Schicksalswege in Zeiten des Aufruhrs. In: Der Bund. 2015.
- Die Wahrheit und ihr Preis. In: Neue Zürcher Zeitung (NZZ). 2017.
- Mit Kafka im Bunker. In: Der Bund. 2019.
- In dieser Abgeschiedenheit kann Vieles verschwinden. In: Berner Zeitung. 2022.
- Roman über Medienplatz Bern: Diese Medienschaffende schafft es über alle Hindernisse. In: Langenthaler Tagblatt. 2023.
- «Ich und die Farbe sind eins!». In: Pfarrblatt Bern. 2024.
- Mundartkünstler Ernst Burren wird 80. In: Pfarrblatt Bern. 2024.